# Formigal
Formigal (Fromigal en aragonés) es una urbanización perteneciente al municipio de Sallent de Gállego, en el Alto Gállego, provincia de Huesca, Aragón. 
El origen de la vinculación de la zona al esquí se remonta a 1914, momento en que un cura francés que pasaba por la zona regaló a un vecino de Sallent de Gallego unos esquís. Posteriormente, en el carpintero del pueblo se dedicó a recrear estos artilugios de madera para repartirlos por el pueblo, convirtiéndose El Valle de Tena en una de las primeras zonas de España donde se practicó el esquí. La urbanización se fundó el 2 de mayo de 1964, bajo el nombre de Formigal S.A., dentro de un complejo empresarial que, además de la urbanización, buscaba crear unas pistas de esquí y una serie de negocios complementarios como hoteles o restaurantes. Formigal se ha convertido en un destino vacacional de referencia en España tanto para esquiadores como para excursionistas.

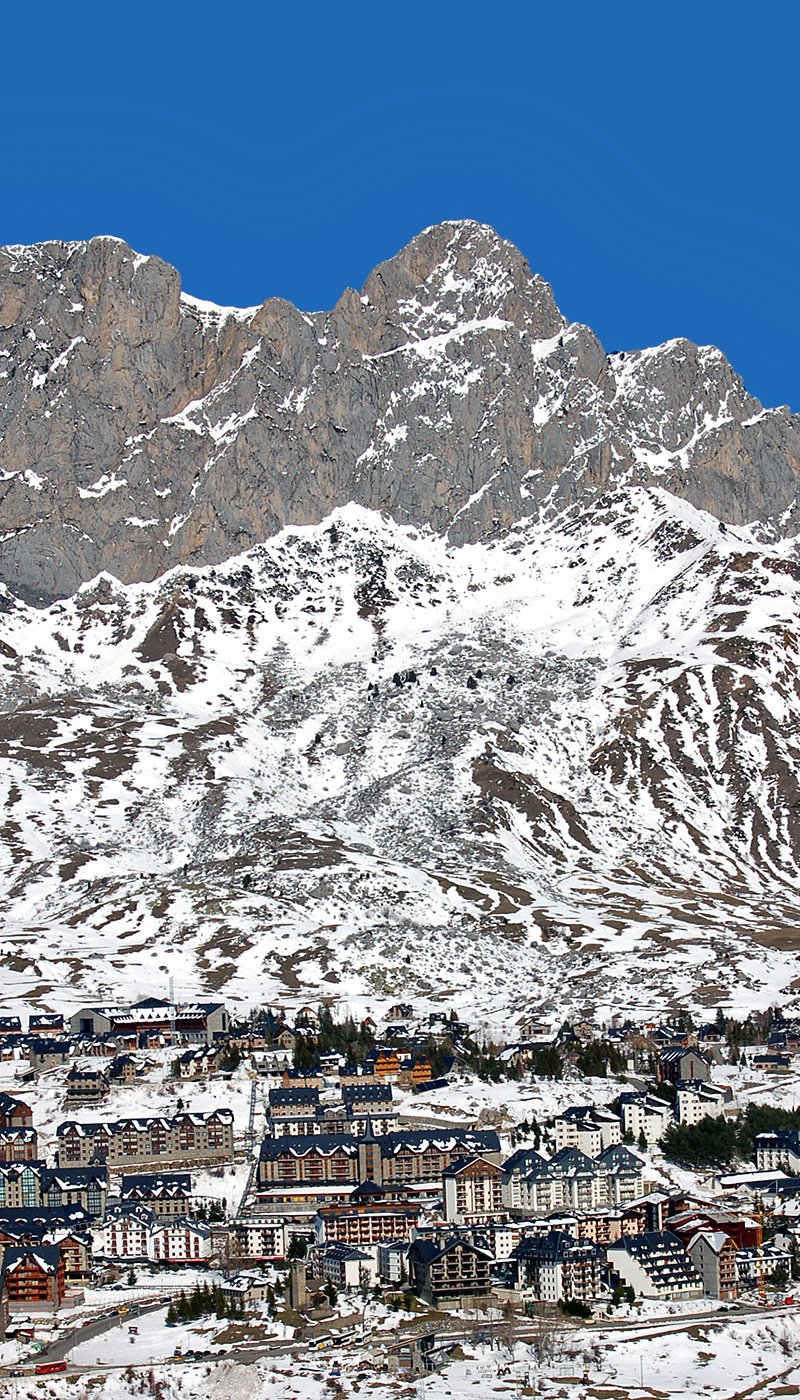
Vista de Formigal desde las pistas de esquí de Tres Hombres.

Está formada por la urbanización anexa a la estación de esquí Aramón Formigal, a escasos kilómetros de la frontera con Francia, a donde se accede a través del puerto del Portalet. La urbanización se sitúa a una altitud de 1.550 metros. Desde la urbanización se pueden observar algunos de los. picos de montaña principales del Pirineo aragonés y francés, como el Midi d’Ossau, Balaitus o los Picos del Infierno.
La urbanización cuenta con su propia iglesia, la iglesia de San Salvador de Basarán, la cual se trasladó a la urbanización en 1974 desde el pueblo abandonado de Sobrepuerto. La Iglesia de San Salvador de Basarán está datada en torno a los siglos X-XI y es de estilo mozárabe o románico-lombardo. Pertenece al modelo del Serrablo y posteriormente se le añadieron la torre y la puerta, que si bien no eran originales de la iglesia, si se encuadra dentro del estilo serrablés.
La leyenda de Formigal cuenta que su origen se sitúa en dos dioses, Anayet y Arafita, que vivían en el valle y tenían una hija, Culibillas. Esta sentía una gran pasión por las hormigas (en aragonés se traduce como formigas), que eran de color blanco y cubrían todas las laderas de la montaña de este color. Por ello, Culibillas decidió nombrar a estas montañas como Formigal, en honor a las hormigas.
| 152        | 247 | 205 |
| (Fuente: ) |     |     |